# سطم غنام الجبوري
سطم الجبوري (1 تموز 1963 - 21 حزيران 1990) ضابط عراقي برتبة نقيب، نفذ محاولة انقلاب عسكري عام 1990 ضد الرئيس العراقي صدام حسين.

## السيرة الذاتية
```
ولد النقيب سطم غانم مجذاب الجبوري في تموز عام 1963 العراق 
محافظة صلاح الدين
 في 
قضاء الشرقاطفي
 قرية سديرة. أكمل دراسته الفرع العلمي عام 1978 في قضاء الشرقاط والتحق بعدها بكلية القوة الجوية العراقية لدراسة الطيران وترك الدراسة بكلية واللتحق بدورة الضباط في الحرس الجمهوري العراقي الخاص. انهى الدورة ومنح رتبة ملازم وشغل منصب امر استطلاع في كتيبة دبابات المجد التابعة للحرس الجمهوري. نقل بعدها إلى اللواء الثامن في الحرس جمهوري وتدرج في الرتب حتى وصل رتبة نقيب وشغل كمساعد أمر الفوج في فوج تدريب جهاز المخابرات. 
```

## محاولة الانقلاب العسكري
كانت الخطة قد حددت يوم السادس من كانون الثاني / يناير عام 1990 يوم عيد تأسيس الجيش العراقي  موعدا للتنفيذ وبالتحديد اثناء الاستعراض العسكري الذي يقام سنويا في بغداد. كانت خطة كتيبته انقلاباً عسكرياً يطيح بالرئيس الاسبق صدام حسين وذلك وأن تقوم المجموعة المنتفذة بإطلاق النار من الدبابات والأسلحة الآلية والرشاشات المشاركة في الاستعراض على المنصة الرئيسية  للرئيس صدام حسين وقيادات الحزب والدولة ويؤسس لحكم عسكري جديد.   
لكن سرعان ما وصلت رسالة سرية جدا وباليد مفادها أن أحد افراد القوة المنفذه وهو برتبة نائب ضابط في الحرس الرئاسي حضر إلى جهاز الأمن الخاص وقام بابلاغ الجهاز عن وتفاصيل العملية  وفي يوم 5 كانون الثاني 1990 كُشفَت خطة الانقلاب فألقي القبض على جميع المشاركين في المحاولة الانقلابية وكان من ضمنهم ضباط استخبارات والمسؤولين عن فحص وتدقيق الاسلحة المشاركة في الاستعراض
وفي 21/يونيو/1990 اصدرت محكمة خاصة حكمها على قادة وافراد الحركة الانقلابية بالإعدام شنقا حتى الموت ومصادرة اموالهم المنقولة وغير المنقولة.

## المشاركون في الانقلاب
1. هيجل حمد شبيب علي
2. النقيب سطم غانم مجذاب
3. النقيب صالح جاسم محمد جرو
4. الملازم خيرالله حميدي محمد مطلق
5. نائب ضابط حسن نايف عبد الله
6. حسن مطلك روضان عبد الكافي
7. النقيب صباح عبد الله حسن جاسم
8. النقيب إبراهيم أحمد عبد لله
9. النقيب محمود عبد الله محجوب
10. النقيب مضحي علي حسين
11. الملازم أول خضر علي جاسم حاوي
12. الملازم مصطفى حاوي عبد الله
13. فندي طالب سلامة حسين
14. احمد غربي حسن
15. نائب ضابط قيس عسكر محمد برجس
16. النقيب جمال شعلان أحمد
17. ن ع ح ناصر محمود عمر حسين